# Jack Torrance
Jack Torrance kitalált karakter, aki eredetileg Stephen King amerikai író A ragyogás című horror regényében jelent meg.

## Jelleme
Jack Torrance-nek elsőként ugyan megvolt a lehetősége, hogy jó ember, jó apa, jó férj és jó író is legyen, mégis, egy tragikus alak lett belőle, aki gonosz démonokat és halottak kísérteteit látja, fejében hangokat hall, amelyek cselekvésekre utasítják őt. Alkoholista és családját is képes bántalmazni, ezért is rendkívül erőszakos.

## Megjelenései
- 1977-ben Stephen King A ragyogás című regényében jelent meg először.
- 1980-ban Stanley Kubrick Ragyogás című filmadaptációjában jelent meg, Jack Nicholson alakításában.
- 1997-ben a Ragyogás című, 3 részből álló minisorozatban is feltűnt, ahol Steven Weber alakította, s amely szintén Stephen King azonos című regénye alapján készült.
- 2013-ban az Álom doktor című regényben is feltűnt, amely A ragyogás folytatásaként készült.
- 2016-ban a regény alapján készült, azonos című opera-darabban is szerepet kapott, ahol Brian Mulligan alakította.
- 2019-ben az azonos című könyv alapján készült, Álom doktor című filmadaptációban is feltűnt, ahol Henry Thomas alakította.

## Érdekesség
- Stanley Kubrick rendező 1980-ban bemutatott, azonos című filmadaptációja teljesen máshogy végződött, mint az eredeti regény, ezért a film végén Jack Torrance halálra fagy.